# Datsun Go
Datsun Go je městský osobní automobil. Jde o první model vyrobený po obnovení značky Datsun, dceřiné společnosti Nissan, v roce 2013. Nissan používal dceřinou firmu do roku 1988, následně ji přestal provozovat. Značka je primárně určena pro export, nový model Go je určen převážně pro trhy rozvojových zemí, jako je Indie, jižní Afrika či Indonésie. Datsun Go vychází z modelů Nissan Micra (March).